# Галішово
Галі́шово (рос. Галишово) — присілок у складі Кетовського району Курганської області, Росія. Входить до складу Менщиковської сільської ради.
Населення — 475 осіб (2010, 459 у 2002).